# Перекрёсток (альбом Михаила Борзыкина)
«Перекрёсток» — сольный электроакустический концертный альбом лидера российской группы «Телевизор» Михаила Борзыкина, выпущенный в 2002 году. В 2016 году было выпущено переиздание альбома.

## Об альбоме
Альбом представляет собой запись выступления Михаила Борзыкина в театре песни «Перекрёсток» Виктора Луферова, в ходе которого были исполнены песни из репертуара «Телевизора» разных лет. В переиздание, выпущенное в 2016 году, вошли две песни, отсутствующие на оригинальном диске: «Муха-блюз» и «Ушла из дома». В комплекте с альбомом идёт DVD, содержащее видеозапись выступления и видеозапись телепрограммы Алексея Лушникова, в которой принимал участие Михаил Борзыкин. Выход переиздания произошёл в один день с московской презентацией нового альбома группы «Телевизор» «Ихтиозавр».

## Список композиций
| №   | Название                   | Длительность |
| --- | -------------------------- | ------------ |
| 1.  | «Цветные сны»              |              |
| 2.  | «Город»                    |              |
| 3.  | «Кто ты?»                  |              |
| 4.  | «Музыка для мёртвых»       |              |
| 5.  | «Потребитель»              |              |
| 6.  | «Дети уходят»              |              |
| 7.  | «Душа»                     |              |
| 8.  | «Муха-блюз»                |              |
| 9.  | «Обходи»                   |              |
| 10. | «У вольных, у небес»       |              |
| 11. | «Ушла из дома»             |              |
| 12. | «Листик»                   |              |
| 13. | «Ты на пути в Чикаго»      |              |
| 14. | «Пронесло»                 |              |
| 15. | «Танго(Стих)»              |              |
| 16. | «Аллилуйя»                 |              |
| 17. | «С вами говорит телевизор» |              |

DVD «Электроакустика»
| №   | Название                   | Длительность |
| --- | -------------------------- | ------------ |
| 1.  | «Обходи»                   |              |
| 2.  | «Быть бы»                  |              |
| 3.  | «Мандариновый снег»        |              |
| 4.  | «На Желябова, 13»          |              |
| 5.  | «Я не виноват»             |              |
| 6.  | «Аллилуйя»                 |              |
| 7.  | «Потребитель»              |              |
| 8.  | «Танго»                    |              |
| 9.  | «Бабуины»                  |              |
| 10. | «Сыт по горло»             |              |
| 11. | «С вами говорит телевизор» |              |
| 12. | «Дым-туман»                |              |

| №   | Название                   | Длительность |
| --- | -------------------------- | ------------ |
| 1.  | «С вами говорит телевизор» |              |
| 2.  | «Пронесло»                 |              |
| 3.  | «Мандариновый снег»        |              |
| 4.  | «Ты на пути в Чикаго»      |              |
| 5.  | «Я не виноват»             |              |
| 6.  | «Аллилуйя»                 |              |
| 7.  | «Танго»                    |              |
| 8.  | «Душа»                     |              |
| 9.  | «Я не виноват»             |              |
| 10. | «Бабуины»                  |              |
| 11. | «Быть бы»                  |              |
| 12. | «Листик»                   |              |

## Участники
- Михаил Борзыкин — вокал, музыка, тексты, синтезатор «Korg 01/W FD», эффекты
- Запись сделана во время сольных концертов Михаила Борзыкина в Санкт-Петербурге и Москве в 2002 году.
- Съёмки из архивов Песаха Штепера, Михаила Чертока, Алексея Лушникова
- Мастеринг: Евгений Гапеев
- Монтаж видео и авторинг DVD: Дмитрий Гаврилов
- Фото: Алекс Федечко-Мацкевич, из архива Михаила Борзыкина
- Дизайн серии: Александр С. Волков
- Дизайн: Александр Яковлев